# Scott McGrory
Scott Anthony McGrory, OAM (nascido em 22 de dezembro de 1969) é um ex-ciclista profissional australiano, campeão olímpico do ciclismo de pista e campeão mundial na mesma disciplina.
Ainda como um ciclista amador, McGrory conquistou uma medalha de bronze nos Jogos Olímpicos de 1988 em Seul, competindo na perseguição por equipes de 4000 m. Em Sydney 2000, ele foi o vencedor e recebeu a medalha de ouro na prova de madison, fazendo par com Brett Aitken.